# Heiko Hog
Heiko Hog, né le 29 décembre 1994, est un coureur cycliste allemand, spécialiste de VTT et notamment de cross-country eliminator.

## Palmarès en VTT

### Championnats du monde
- Chengdu 2017
  -  7e du cross-country eliminator

### Coupe du monde
- Coupe du monde de cross-country à assistance électrique
  - 2023 : 5e du classement général

### Championnats d'Europe
- Chies d'Alpago 2015
  -  Médaillé d'argent du cross-country eliminator